# Be Right Back
Be Right Back è il secondo EP della cantante britannica Jorja Smith, pubblicato il 14 maggio 2021.

## Tracce
1. Addicted – 3:24 (Jorja Smith, Femi Koleoso, Mutale Chashi, Joel Compass, Amane, Benjamin Totten)
2. Gone – 3:15 (Jorja Smith, Emawk, Rahki)
3. Bussdown (feat. Shaybo) – 3:21 (Jorja Smith, Jeff Gitelman, Kal Banx, Shaybo)
4. Time – 1:54 (Jorja Smith, Maverick Sabre, Charlie J. Perry)
5. Home – 2:46 (Jorja Smith, Maverick Sabre, Ed Thomas)
6. Burn – 3:34 (Jorja Smith, Jeff Gitelman, Kal Banx)
7. Digging – 3:04 (Jorja Smith, Femi Koleoso, Mutale Chashi, Joel Compass, Amane, Totten)
8. Weekend – 4:17 (Jorja Smith, Mutale Chashi, Joel Compass)

## Classifiche
| Classifica (2021) | Posizione massima |
| ----------------- | ----------------- |
| Australia         | 49                |
| Belgio (Fiandre)  | 52                |
| Belgio (Vallonia) | 95                |
| Francia           | 81                |
| Irlanda           | 77                |
| Nuova Zelanda     | 27                |
| Paesi Bassi       | 28                |
| Regno Unito       | 9                 |
| Svizzera          | 33                |